# Yame
Yame (jap. 八女市 Yame-shi) – miasto w Japonii, w prefekturze Fukuoka, na wyspie Kiusiu.

## Historia
Miasto powstało 1 kwietnia 1954 roku.
1 października 2006 roku miasteczko Jōyō (z powiatu Yame) zostało włączone do miasta Yame.
1 lutego 2010 roku miasteczka Kurogi, Tachibana oraz wioski Hoshino i Yabe (z powiatu Yame) zostały włączone do miasta.

## Populacja
Zmiany w populacji Yame w latach 1970–2015:
| Rok  | Populacja |
| ---- | --------- |
| 1970 | 88 888    |
| 1975 | 85 736    |
| 1980 | 85 078    |
| 1985 | 84 556    |
| 1990 | 81 895    |
| 1995 | 79 492    |
| 2000 | 76 689    |
| 2005 | 73 262    |
| 2010 | 69 057    |
| 2015 | 64 408    |